# Хосе Наварро
Хосе Наварро (ісп. José Navarro, нар. 24 вересня 1948) — перуанський футболіст, що грав на позиції захисника.
Виступав, зокрема, за «Спортінг Крістал», а також національну збірну Перу. У складі збірної — володар Кубка Америки.

## Клубна кар'єра
У дорослому футболі дебютував 1969 року виступами за команду «Дефенсор Аріка», в якій провів три сезони. Згодом з 1972 по 1974 рік грав у складі команд «Депортіво Мунісіпаль» та «Дефенсор Ліма».
Своєю грою за останню команду привернув увагу представників тренерського штабу клубу «Спортінг Крістал», до складу якого приєднався на початку 1975 року. Відіграв за команду з Ліми наступні сім сезонів своєї ігрової кар'єри і виграв чемпіонат Перу 1979 та 1980 років.
Завершив ігрову кар'єру у команді «Хуан Ауріч», за яку виступав протягом 1982 року.

## Виступи за збірну
9 серпня 1972 року дебютував в офіційних іграх у складі національної збірної Перу в товариському матчі проти збірної Мексики, що завершився перемогою перуанців з рахунком 3:2. 
У складі збірної був учасником розіграшу Кубка Америки 1975 року, тричі виходячи на заміну і здобувши того року титул континентального чемпіона.
В подальшому зі збірною брав участь у чемпіонаті світу 1978 року в Аргентині та Кубку Америки 1979 року у різних країнах, на якому команда здобула бронзові нагороди, але на обох турнірах теж не був основним гравцем, зігравши два та один матч відповідно.
Свій останній виступ за збірну Наварро провів у товариському матчі проти збірної Мексики 1 листопада 1979 року, той матч перуанці програли з рахунком 0:1. Загалом протягом кар'єри у національній команді, яка тривала 8 років, провів у її формі 30 матчів..

## Титули і досягнення
- Чемпіон Перу (2):

«Спортінг Крістал»: 1979, 1980
- Володар Кубка Америки (1):

Перу: 1975